# Estación de Waterloo (metro de Londres)
Waterloo es una estación del metro de Londres que presta servicio a la estación de Londres Waterloo (una de las más importantes de la ciudad), en el barrio de Waterloo, municipio de Lambeth, en Londres, Reino Unido.
Inaugurada en 1898, tiene servicios de las líneas Bakerloo, Jubilee, Northern  y Waterloo & City.